# Tétrabutylétain
Le tétrabutylétain est un composé chimique de formule (C4H9)4Sn. Cet organostannique se présente sous la forme d'un liquide inflammable incolore légèrement volatil pratiquement insoluble dans l'eau. Stable, il réagit cependant avec les oxydants forts. 
Le tétrabutylétain est le point de départ de la synthèse du tributylétain et du dibutylétain (famille chimique classée par l’Union Européenne comme reprotoxique et mutagène. 

On l'obtient par réaction du chlorure d'étain(IV) SnCl4 sur du 1-chlorobutane C4H9Cl ou du chlorure de n-butylmagnésium C4H9MgCl, via une réaction de Grignard, une réaction de Wurtz ou avec des dérivés de butylaluminium. 
Le tétrabutylétain pur peut être mélangé avec le chlorure d'étain(IV) pour former du chlorure de tributylétain et du chlorure de dibutylétain. Ces composés permettent de produire tout une gamme d'organostanniques utilisés pour stabiliser le chlorure de polyvinyle et comme biocides, comme fongicides et comme produits d'anti-encrassement biologique (antifoolings...).